# Кубок казахської ліги з футболу
Кубок казахської ліги — кубкове футбольне змагання у Казахстані. Турнір був вперше проведений у 2024 році.

## Формат турніру
У кубку казахської ліги беруть участь клуби із двох вищих дивізіонів національного чемпіонату. Сьогодні кубок складається з двох етапів. На груповому етапі команди розділені на чотири групи по 4 команди, де вони зустрічаються між собою по одному разу. Переможці груп виходять у плей-оф, де вони і визначають переможця. Фінал складається з одного матчу.

## Перемоги за клубами
| Клуб   | Переможець | Фіналіст |
| ------ | ---------- | -------- |
| Астана | 1 (2024)   | -        |
| Женіс  | -          | 1        |